# Исбел, Джон
Джон Рольф Исбел — американский математик, в течение многих лет профессор математики в университете в Буффало (штата Нью-Йорк).

## Биография
Джон Избел родился в Портленде, штат Орегон, сын офицера из Исбел, городка в округе Франклин, штат Алабама.
Учился в нескольких университетах, включая Чикагский университет где его преподавателем был Сондерс Маклейн.
Поступил в аспирантуру в Чикаго, короткое время учился в университете штата Оклахома и Канзасском университете.
Защитил диссертацию по теории игр в Принстоне в 1954 году под руководством Альберта Такера.
После окончания школы, был призван в американскую армию, служил на Абердинском испытательном полигоне.
В конце 1950-х годов он работал в Институте перспективных исследований в Принстоне, Нью-Джерси, откуда он затем перешел в Вашингтонский университет и Кейсовский университет Западного резервного района.
В 1969 году перешёл в университет штата Нью-Йорк в Буффало, и оставался там вплоть до своей отставки в 2002 году.
Свою первую статью он опубликовал под псевдонимом Джон Рэйнвотер — вымышленный математик, придуманный аспирантами в Университете Вашингтона в 1952 году.
После этой статьи, другие математики публиковась используя этот псевдоним, а также писали ему благодарности в своих статьях.
Исбел использовал два других псевдонима, Г. М. Стэнли и Х. С. Енос, опубликовав по две статьи под каждым из них.

## Вклад
Положил начало изучению категории метрических пространств, в частности ввёл понятия Инъективное метрическое пространство и инъективная оболочка.